# Austromegabalanus cylindricus
Austromegabalanus cylindricus is een zeepokkensoort uit de familie van de Balanidae. De wetenschappelijke naam van de soort is voor het eerst geldig gepubliceerd in 1780 door Gmelin.